# Foster Farms Bowl 2016
Match précédent Match suivant
Le Foster Farms Bowl 2016 est un match de football américain de niveau universitaire joué après la saison régulière de 2016, le 28 décembre 2016 au Levi's Stadium de Santa Clara en Californie.
Il s'agit de la 15e édition du Foster Farms Bowl.
Le match a mis en présence les équipes des Hoosiers de l'Indiana issue de la Big Ten Conference et des Utes de l'Utah issue de la Pacific-12 Conference.
Il a débuté à 14 h 30 locales (UTC−06:00) et est retransmis en télévision sur ESPN.
Utah gagne le match sur le score de 26 à 24.

## Présentation du match
| Équipes                                                                                    | Conférences | Entraîneurs      | Stats. saison rég. | Classements avant le bowl (CFP/AP/Coaches) |
| ------------------------------------------------------------------------------------------ | ----------- | ---------------- | ------------------ | ------------------------------------------ |
| Hoosiers de l'Indiana                                                                      | Big-10      | Tom Allen        | 6 - 6              | NC                                         |
| Utes de l'Utah                                                                             | Pac-12      | Kyle Whittingham | 8 - 4              | no 19 - NC - no 23                         |
| Arbitre : David Smith (SEC) Équipe donnée favorite par les bookmakers : Utah par 8 points. |             |                  |                    |                                            |

Il s'agit de la 4e rencontre entre ces deux équipes, la dernière ayant eu lieu en 2002 (victoire de l'Utah 40 à 13).

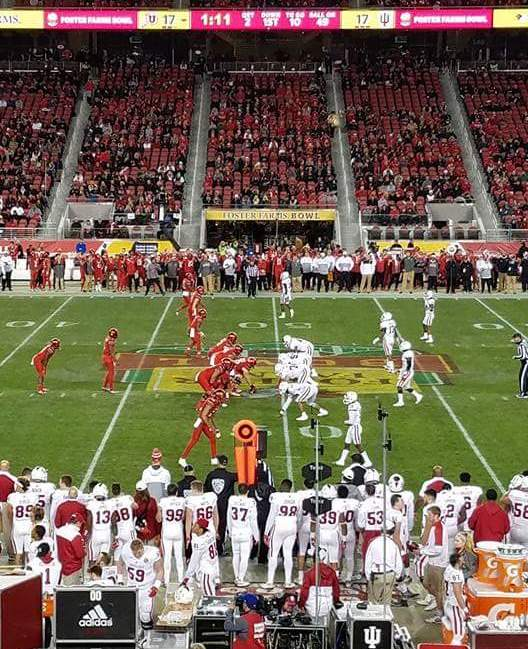
Une action du match

### Hoosiers de l'Indiana
Avec un bilan global en saison régulière de 6 victoires pour 6 défaites, Indiana est éligible et accepte l'invitation pour participer au Foster Farms Bowl de 2016.
Ils terminent 4e de la division East de la Big Ten Conference derrière Penn State, Ohio State et Michigan, avec un bilan en division de 4 victoires pour 5 défaites.
À l'issue de la saison 2016 (bowl compris), ils n'apparaissent pas dans les classements CFP , AP et Coaches.
Il s'agit de leur 1re apparition au Foster Farms Bowl.

### Utes de l'Utah
Avec un bilan global en saison régulière de 8 victoires pour 4 défaites, Utah est éligible et accepte l'invitation pour participer au Foster Farms Bowl de 2016.
Ils terminent 3e de la division South de la Pacific-12 Conference derrière Colorado et USC, avec un bilan en division de 5 victoires pour 4 défaites.
À l'issue de la saison 2016 (bowl non compris), ils sont classés # 19 au classement CFP et # 23 au classement Coaches (ils ne sont pas classé par l'AP).
À l'issue de la saison 2016 (bowl compris), ils seront classés # 23 au classement AP et # 21 au classement Coaches, le classement du CFP n'étant pas republié après les bowls.
Il s'agit de leur 2e apparition au Foster Farms Bowl (victoire en 2005 contre les Yellow Jackets de Georgia Tech, 38 à 10).

## Résumé du match
| QT          | Temps       | Drive       | Drive       | Drive       | Équipe      | Description de l'action | Score | Score |
| QT          | Temps       | Jeux        | Yards       | TDP         | Équipe      | Description de l'action | IND   | UTAH  |
| ----------- | ----------- | ----------- | ----------- | ----------- | ----------- | --- | ----- | ----- |
| 1           | 14:08       | 3           | 11          | 00:47       | IND         | TD de 7 yards par WR Mitchell Paige à la suite d'une réception de passe de QB Richard Lagow + 1 point de conversion par K Griffin Oakes   | 7     | 0     |
| 1           | 09:30       | 11          | 63          | 04:38       | UTAH        | FG de 30 yards par K Andy Phillips | 7     | 3     |
| 1           | 08:41       | 1           | 16          | 00:07       | UTAH        | TD à la suite d'une course de 16 yards par RB Joe Williams + 1 point de conversion par K Andy Phillips                                    | 7     | 10    |
| 2           | 09:14       | 9           | 95          | 05:29       | UTAH        | TD à la suite d'une course de 1 yard par QB Tyler Huntley + 1 point de conversion par K Andy Phillips                                     | 7     | 17    |
| 2           | 04:33       | 5           | 54          | 01:18       | IND         | FG de 24 yards par K Griffin Oakes | 10    | 17    |
| 2           | 01:38       | 8           | 64          | 02:35       | IND         | TD de 36 yards par WR Nick Westbrook à la suite d'une réception de passe de QB Zander Diamont + 1 point de conversion par K Griffin Oakes | 17    | 17    |
| 3           | 05:40       | 10          | 34          | 05:10       | UTAH        | FG de 48 yards par K Andy Phillips | 17    | 20    |
| 3           | 00:30       | 7           | 11          | 02:57       | UTAH        | FG de 41 yards par K Andy Phillips | 17    | 23    |
| 4           | 10:10       | 10          | 60          | 02:50       | IND         | TD à la suite d'une course de 3 yards par RB Devine Redding + 1 point de conversion par K Griffin Oakes                                   | 24    | 23    |
| 4           | 01:24       | 10          | 68          | 04:10       | UTAH        | FG de 27 yards par K Andy Phillips | 24    | 26    |
| Score final | Score final | Score final | Score final | Score final | Score final | Score final | 24    | 26    |

## Statistiques
| Statistiques par équipe                |            |            |
| Statistiques                           | IND        | UTAH       |
| 1er down                               | 22         | 21         |
| Conversion de 3e down                  | 6/15       | 7/16       |
| Conversion de 4e down                  | 1/1        | 1/1        |
| Jeux–yards                             | 77–341     | 76–470     |
| Yards à la course Moy. Yards/course    | 37–117 3,2 | 52–256 4,9 |
| Yards à la passe                       | 224        | 214        |
| Passes : Réussies-Tentées-Interceptées | 15-40-1    | 12-24-1    |
| TD                                     | 3          | 2          |
| Field Goals                            | 1/1        | 4/4        |
| Sacks (Nombre)                         | 5          | 3          |
| Fumbles Perdus                         | 2          | 3          |
| Pénalités (Nombre/Yards perdus)        | 4/24       | 9/86       |
| Temps de possession                    | 24:37      | 35:23      |

| Meilleur joueur (MVP) |               |         |       |
| Système               | Nom           | Équipe  | Poste |
| Attaque               | Joe Williams  | Utah    | RB    |
| Défense               | Tegray Scales | Indiana | LB    |

| Statistiques individuelles |                    |                                       |
| Quaterbacks                |                    |                                       |
| IND                        | Richard Lagow      | 14/39, 188 yards, 1 TD, 1 INT.        |
| UTAH                       | Troy Williams      | 11/23, 178 yards, 1 INT.              |
| Meilleurs coureurs         |                    |                                       |
| IND                        | Devine Redding     | 17 courses, 72 yards, 1 TD            |
| UTAH                       | Joe Williams       | 26 courses, 222 yards, 1 TD           |
| Meilleurs receveurs        |                    |                                       |
| IND                        | Nick Westbrook     | 5 réceptions, 80 yards, 1 TD          |
| UTAH                       | Demari Simpkins    | 4 réceptions, 58 yards                |
| Meilleurs tackleurs        |                    |                                       |
| IND                        | Tegray Scales      | 6 tacles en solo, 4 assistes, 2 sacks |
| UTAH                       | Kavika Luafatasaga | 10 tacles en solo, 2 assistes         |